# Johannes van Hoolwerff
Johannes Cornelis van Hoolwerff (Hoorn, 13 april 1878 - Heemstede, 2 augustus 1962) was een Nederlands zeiler.
Hij maakte deel uit van het team dat op de Olympische Zomerspelen  in 1928 een zilveren medaille behaalde in de 8 meter klasse. Naast Van Hoolwerff bestond het team in de boot Hollandia uit Gerardus de Vries Lentsch, Maarten de Wit, Cornelis van Staveren, Lambertus Doedes en Hendrik Kersken.